# Falla de Pichilemu
La falla de Pichilemu es una falla geológica ubicada cerca de Pichilemu, a una profundidad de 15 kilómetros. La falla tiene una longitud de 40 kilómetros y 20 kilómetros de ancho.
Se activó después del terremoto del 27 de febrero de 2010 y produjo el sismo de aquel 11 de marzo. Al principio no se sabía si fue formada durante el terremoto de febrero o si sólo fue reactivada; sin embargo, de acuerdo al geólogo de la Universidad de Chile José Cembrano, "corresponde a una falla de larga data (en un período de millones de años) cuya actividad no había sido detectada con anterioridad".
"Este es un nuevo registro que hemos encontrado, y explica por qué Pichilemu está experimentando tantos temblores", dijo el director del Servicio Sismológico de la Universidad de Chile a La Tercera en mayo de 2010.
La falla de Pichilemu, junto con la de San Ramón, en 2011 fue parte de unos estudios de geólogos de la Universidad de Chile.